# Goldmann
Goldmann ist ein deutscher Familienname.

## Herkunft und Bedeutung
Goldmann ist ein Berufsname und kann sich auf einen Juwelier beziehen.

## Namensträger
- Anke-Eve Goldmann (* 1929), deutsche Motorradjournalistin
- Anne Goldmann (1961–2021), österreichische Schriftstellerin
- Anton Goldmann (1830–1904), österreichischer Industrieller
- Arthur Goldmann (1863–1942), österreichischer Archivar und Historiker
- Ayala Goldmann (* 1969), deutsche Journalistin und Autorin
- Bernd Goldmann (* 1945), deutscher Germanist und Kunstwissenschaftler
- Curt Goldmann (1870–1952), deutscher Dirigent und Komponist
- Edwin Goldmann (1862–1913), südafrikanischer Chirurg
- Emil Goldmann (1872–1942), österreichischer Rechtshistoriker und Sprachwissenschaftler
- Emil Goldmann (1872–1942), österreichischer Theaterregisseur, Intendant und Kunstsammler, siehe Emil Geyer
- Erna Goldmann (* 1927), österreichische Schauspielerin, siehe Erni Mangold
- Felix Goldmann (1882–1934), deutscher Rabbiner
- Friedrich Goldmann (1941–2009), deutscher Komponist
- Georg August Friedrich Goldmann (1785–1855), deutscher Philologe und Pädagoge, Pfarrer, Autor
- Gereon Goldmann (1916–2003), deutscher Franziskaner und Mitglied der Waffen-SS
- Hans Goldmann (Mediziner, 1895) (1895–1987), deutscher Psychiater und Volkswirt
- Hans Goldmann (Mediziner, 1899) (1899–1991), Schweizer Augenarzt
- Hans-Michael Goldmann (1946–2023), deutscher Politiker (FDP)
- Heinz Goldmann (1919–2005), Unternehmensberater und Kommunikationstrainer
- Irmgard Goldmann († 2009), deutsche Politikerin
- Heinrich Goldmann (1841–1877), deutscher Schriftsteller
- Herbert Goldmann (* 1954), deutscher Politiker (Bündnis 90/Die Grünen)
- Karin Goldmann (* 1958), deutsche Juristin, Richterin und Gerichtspräsidentin
- Karl Emil Goldmann (1848–1917), deutscher Richter
- Karlheinz Goldmann (1910–1980), deutscher Bibliothekar
- Klaus Goldmann (1936–2019), deutscher Prähistoriker und Mittelalterarchäologe
- Konrad Goldmann (1872–1942), russisch-deutscher Unternehmer
- Lucien Goldmann (1913–1970), französischer Philosoph, Literatursoziologe und Literaturtheoretiker
- Max Goldmann (Architekt), Architekt der Gründerzeit
- Maximilian Goldmann (1873–1943), österreichischer Theater- und Filmregisseur, Intendant, Theaterproduzent und Theatergründer, siehe Max Reinhardt
- Michael Goldmann (* 1959), deutscher Eishockeyspieler
- Michael Goldmann-Gilead (* 1925), israelischer Polizeioffizier
- Nahum Goldmann (1895–1982), Präsident des jüdischen Weltkongresses
- Nicolaus Goldmann (1611–1665), deutscher Schriftsteller, Mathematiker, Jurist und Architekturtheoretiker
- Norma Goldmann (* 2003), Schweizer Handballspielerin
- Otto Goldmann (Maler) (1844–1915), deutscher Genremaler
- Otto Goldmann (Jurist) (1884–1947), deutscher Jurist und Schriftsteller
- Paul Goldmann (Journalist) (1865–1935), österreichischer Journalist und Schriftsteller
- Paul Goldmann (geb. 1882), Oberlehrer, Verfasser eines Buches über die Gabelsberger-Kurzschrift (1910)
- Paul Goldmann (1921–1998), Hautarzt
- Paul Goldmann, (1943–1965), israelischer Pressefotograf
- Philipp Goldmann (1783–1858), deutscher Landrat
- Philipp Theodor Goldmann (1747–1812), deutscher Jurist und Amtsschultheiß
- Renate Goldmann (* 1967), deutsche Kunsthistorikerin
- Rick Goldmann (Erich Alfons Goldmann; * 1976), deutscher Eishockeyspieler und Sportkommentator
- Robert Goldmann (1921–2018), deutsch-amerikanischer Journalist
- Rüdiger Goldmann (* 1941), deutscher Politiker (CDU)
- Shraga Felix Goldmann (1935–2017), deutsch-israelischer Mediziner
- Stefan Goldmann (Literaturwissenschaftler) (* 1957), deutscher Literaturwissenschaftler
- Stefan Goldmann (* 1978), deutscher Musiker, DJ und Produzent
- Theodor Goldmann (1821–1905), deutscher Politiker, MdL Hessen
- Ursula Goldmann-Posch (1949–2016), Südtiroler Autorin und Medizinjournalistin
- Wilhelm Goldmann (Politiker, 1792) (1792–1873), deutscher Verwaltungsbeamter und Politiker
- Wilhelm Goldmann (Bankier) (1833–1931), deutscher Bankier
- Wilhelm Goldmann (Politiker, 1875), Abgeordneter der deutschen Minderheit im Schlesischen Parlament
- Wilhelm Goldmann (1897–1974), deutscher Verleger
- Wilhelmine Goldmann (* 1948), österreichische Managerin
- Ze'ev Goldmann (1905–2010), deutsch-israelischer Kunsthistoriker und Museumsleiter